# PeaZip
PeaZip est un logiciel libre permettant de compresser en divers formats (.zip, .7z, TAR…) tout type de fichiers. Il est compatible avec Windows, Linux, MacOS et BSD (actuellement de manière expérimentale).
PeaZip permet d'appliquer de multiples critères de recherche de façon très puissante sur le contenu d'archives. PeaZip crée et extrait plusieurs archives à la fois, exporte des définitions de tâche sous forme de lignes de commandes, sauvegarde les vues d'archivage et d'extraction, analyse et ouvre avec des applications externes des fichiers compressés ou non...
Autres fonctionnalités : chiffrement fort, copie de fichiers robuste, scinde/concatène des fichiers, destruction sûre des données, comparaison, fichiers de checksum et de hash, benchmark[Quoi ?] du système, génération de mots de passe aléatoires et de fichiers clés.

## Compression/Décompression
- 7z
- 7z-SFX
- ARC/WRC
- Bzip2/TBZ
- Gzip/TGZ
- PAQ8F/JD/L/O, LPAQ, ZPAQ
- PEA (en)
- QUAD/BALZ
- split (.001)
- Tar
- WIM
- XZ
- ZIP

### Décompression
- ACE
- ARJ
- CAB
- CHM
- fichiers composites (en) (MSI, DOC, PPT, XLS...)
- CPIO
- DEB
- EAR
- ISO CD/DVD images
- JAR
- LZMA
- LZH
- NSIS installers
- OpenOffice / LibreOffice file types
- PET/PUP (Puppy Linux installers)
- PAK/PK3/PK4
- RAR
- RPM
- SMZIP
- U3P
- WAR
- WIM
- XPI
- Z
- ZIPX